# طلفاح (اسم)
طلفاح  اسم عربي بدوي، معناه "الذي يزيد في الكلام والكذب"، سبب التسمية بهذا الاسم قد تكون اتقاءً للحسد.